# Васильєв Михайло Калинович
Васильєв (Васильїв) Михайло Калинович (1863, Лебедин — 10 травня 1912, Київ) — український інженер-дослідник цукроваріння, фольклорист й етнограф, автор понад 50 праць із різних ділянок цукроваріння, в тому числі нагороджених медалями Російського Наукового Товариства, та численних етнографічних праць, надрукованих в журналах «Кіевская старина» та «Этнографическое обозрение».

## Біографія
Народився 1863 року у селищі Лебедин, Харківської губернії, тепер у складі Сумської області. За іншими даними родом з Київщини
Закінчив Єлисаветградське земське реальне училище, до 1885 року був членом Єлисаветградського гуртка Громади О. І. Михалевича. Вищу освіту здобув у Петербурзькому технологічному інституті. У 1880-х роках член українського студентського гуртка в Петербурзі, зазнав ув'язнення на шість місяців. По закінченні інституту повернувся в Україну, працював інженером та директором на цукроварнях Ніколи Терещенка.
Помер 10 травня 1912 року у Києві.

### Сім'я
Син Михайла Васильєва Валерій — театральний діяч, почав театральну діяльність у 1914 — 1916 роках в театрі М. Садовського, пізніше був актором і режисером у «Березолі» й у інших театрах України. Інший його син Микола — економіст, з 1943 року в еміграції, автор деяких статей у ЕУ.

## Наукова робота
Автор понад 50 праць з технології цукроваріння, відзначених медалями Російського Технічного Товариства. Написав низку етнографічних праць про народні вірування, народний театр та українські пісні, надруковані в журналах «Этнографическое обозрение» і «Кіевская старина». За працю «Антропоморфические представления в верованиях украинского народа» обраний членом Московського товариства прихильників природознавства, антропології та етнографії.
Йому належать розвідки «Дві цукрозаводські пісні» (1886), «До питання про нові мотиви в малоруській народній поезії» (1897), а також дослідження про український народний театр, народні обряди, звичаї, вірування, фольклорно-літературні зв'язки («Рекрутчина в малоруській пісні» (1889), «Малоруські похоронні обряди та повір'я» (1890), «Народна пісня про Шевченка» (1885), «Т. Г. Шевченко в легенді» (1900).

## Твори
- Васильев. К малорусским похоронным обрядам // Кіевская старина. — 1889. -№ 10. — С. 635 — 637.
- Васильев. Малорусские похоронные обряды и поверья // Кіевская старина. — 1890. — № 8. — С. 317 — 323.
- Васильев М. К.  Антропоморфические  представления  в  верованиях украинского народа // Этнографическое обозрение. — 1890. — № 1. — С. 87 — 100; 1892. -№ 4. — С. 157 — 169.
- Васильев М. К.  Антропоморфические  представления  о верованиях украинского народа / М. К. Васильев, Н. Ф. Сумцов // Этнографическое обозрение. — 1892. — № 1. — С. 87 — 100.
- Васильев М. К. К легендам о голоде, холере и войне: Антропол. представления в верованиях укр. народа // Этнографическое обозрение. — 1892. — № 4. — С. 157 — 169.
- Васильев М. К. К поверьям о целебном значении змеи (записано от Мякшуры в Александрийском уезде, Херсонской губернии) // Кіевская старина. — 1889. — № 5 — 6. -С. 634.
- Васильев М. К. Песенные мотивы о превращениях // Этнографическое обозрение. — 1890. — № 6. — С. 234-235.
- Васильев М. К. Украинские  легенды  и  верования, связанные  с  именами некоторых святых // Этнографическое обозрение. — 1895. — № 4. — С. 126 — 128.[5]
- Васильев М. К. Рекрутчина в малорусской песне: (Этнограф. очерк) // Киев. старина. — 1889. — Т.26. — С. 354-376, 615—630. Історичне дослідження, проведене за матеріалами експедицій П.Чубинського, Головацького, Максимовича та ін.[6]